# 플래닛 (2022년 영화)
《플래닛》(러시아어: Мира, 영어: Mira)은 2022년에 개봉한 러시아의 모험, SF, 드라마 영화이다.
 드미트리 키셀레프가 감독을 나렉 마르티로시얀, 세르게이 칼루자노프, 티모페이 데킨, 에카테리나 마브로마티스가 각본을 맡았다.
 러시아는 2022년 12월 22일에 대한민국은 2023년 7월 5일에 개봉되었다.

## 줄거리
러시아 우주정거장 미르에서는 24시간 뒤 지나갈 소행성을 추척 중인데

높은 확률로 소행성을 지구를 비켜가고 유성우가 펼쳐질 것이고

극히 낮은 확률로 운석 충돌 가능성이 있다고 보고하지만 운석 충돌 가능성은

무시되고 소행성은 지구를 비켜갔지만 그 뒤 사각지대에 숨어 있던 큰 운석 파편들이

우주정거장과 충돌한 후 지구와 충돌하기 위해 접근하는데...

## 출연진

### 주연
- 베로니카 우스티모바 - 레라 역
- 아나톨리 벨리 - 아라보프 역
- 예브게니 예고로프 - 미샤 역

### 조연
- 다리야 모로스 - 스베틀라나 역
- 막심 라가슈킨 - 보리스 역